# 真寿美
真寿美（ますみ 9月24日 - ）は、日本の女優。神奈川県藤沢市出身。主に舞台を中心に活動している。

## 人物
- 役者を目指したきっかけは幼稚園のお遊戯会でイヴ役を演じたこと。
- きゅうりと猫とハッピーターンが異常に好き。
- 2007年に演出家の後藤ひろひとのワークショップに参加。その後親交を深め、後藤ひろひと作・演出の舞台「スリー・ベルズ」に出演。
- 舞台「ヘリコプター」では初の作・演出を手がける。

## 主な出演

### 舞台
- 演劇集団サザンクロス20周年記念公演（2004年）
- 寺山修司生誕70年記念公演「奴婢訓」（2005年）
- 遊行かぶき10周年記念公演「一遍聖絵」（2005年）
- 芝居亭ちゃん平公演「夏の夜の獏」（2006年）
- 芝演劇実験室万有引力公演「草迷宮」（2006年）
- 蘭妖子コンサート「さよならパパ」（2006年）
- 芝居亭公演「男と女と」（2007年）
- 劇団ギルド公演「命短し恋せよ乙女」（2007年）
- 劇団ギルド・芝居亭合同公演「恐竜はやがて鳥になった」（2007年）
- グーフィー&メリーゴーランド公演「JUDY」（2008年）
- 青春事情第6回公演「晩秋事情」（2008年）
- 寺山修司没25年記念特別公演「市街劇　人力飛行機ソロモン　松山篇」（2008年）
- 鴻池プロダクションプロデュース「ヘリコプター」（2009年、作・演出・出演）
- Pete'sParking×青春事情Presents「姫が愛したダニ小僧」（2009年）
- 進戯団夢命クラシックス#9「雅貴と件の奇妙な夜」（2010年）
- スリー・ベルズ～聖夜に起こった3つの不思議な事件～（2010年）

### 映画
- 女色 -めいろ-（2010年）